# 布雷斯地区布尔格站
布雷斯地区布尔格站是法国的一个铁路车站，位于法国东部城市布雷斯地区布尔格。布雷斯地区布尔格站也是法国东部的一个区域性铁路枢纽，有五个不同方向的铁路在此交汇。

## 位置
布雷斯地区布尔格站位于布雷斯地区布尔格市区的西部。距离布雷斯地区布尔格市政府（Mairie）大约800米。车站呈南北走向，开口朝东。北侧为停车场，南侧为长途汽车站。

## 车站历史
布雷斯地区布尔格站最初建于1856年，在当时隶属于巴黎-里昂-马赛铁路公司。
2005年，布雷斯地区布尔格—贝里加尔德铁路进行了电气化改造，使其具备了开行TGV的能力，该线路也成为了巴黎-日内瓦之间的最便捷通道。
2013年，布雷斯地区布尔格站进行了大范围的翻修，停车位数量大幅增加，并新增了车站西侧的出口和地下通道。

## 停靠线路
以下列车线路在布雷斯地区布尔格站停靠：
| 布雷斯地区布尔格站列车线路表                                  |           |                  |                     |              |
| 线路                                                          | 车种      | 上一站           | 下一站              | 大致运行频率 |
| 巴黎—日内瓦                                                   | TGV Lyria | 巴黎里昂         | 努利尤/贝勒加德     | 每天2~5趟    |
| 巴黎—洛桑                                                     | TGV Lyria | 巴黎里昂         | 贝勒加德            | 每天1趟      |
| 巴黎—埃维昂莱班                                               | TGV       | 巴黎里昂/马孔TGV | 贝勒加德            | 每周1~2趟    |
| 巴黎—圣莫里斯堡                                               | TGV       | 巴黎里昂         | 艾克斯莱班          | 每周1趟      |
| 巴黎—阿讷西                                                   | TGV       | 马孔TGV          | 艾克斯莱班          | 每天2趟左右  |
| 斯特拉斯堡—马赛                                               | TGV       | 隆斯勒索涅       | 里昂帕尔迪厄        | 每天1趟      |
| 布雷斯地区布尔格—里昂                                         | TER       | （起点）         | 塞尔瓦斯-朗         | 每天5~17趟   |
| 圣克洛德—布雷斯地区布尔格/里昂                                | TER       | 塞泽里亚         | （终点）/昂贝略     | 每天3趟左右  |
| 马孔—布雷斯地区布尔格—昂贝略                                  | TER       | 博里亚/（起点）  | （终点）/圣马丁迪蒙 | 每天6趟左右  |
| 第戎—布雷斯地区布尔格                                         | TER       | 圣阿穆尔         | （终点）            | 每天7趟左右  |
| 贝尔福/贝桑松/隆斯勒索涅—布雷斯地区布尔格/里昂帕尔迪厄/佩拉什 | TER       | 圣阿穆尔         | 昂贝略/（终点）     | 每天6趟左右  |
| 1.                                                            |           |                  |                     |              |

## 配套交通

### 城际客运
布雷斯地区布尔格市区内有多个大巴车上下点，其中布雷斯地区布尔格站对应的大巴车上下车站点位于车站正门南侧，出站后右转即是。
安省政府提供“布雷斯地区布尔格站—圣于连”和“布雷斯地区布尔格站—韦尔容”两条大巴车线路。
SNCF提供前往里昂、里昂机场、马孔、圣克洛德等地的大巴车。此外，当某条铁路线施工或罢工时，SNCF也会提供途径该线路沿途站点的大巴车。

### 市内交通
布雷斯地区布尔格站对应的公交车站有三个，分别按照其站台所在的街道名称命名。
| 附近的市内公共交通线路 |                            |                                    |
| 公交车站名称           | 位置                       | 停靠线路                           |
| Victoire Gare          | 布雷斯地区布尔格站正门北侧 | 1路、2路+校车线路（34路和41~46路） |
| Sémard Gare            | 布雷斯地区布尔格站正门南侧 | 2路、3路、7路和8路                 |
| Peloux Gare            | 布雷斯地区布尔格站西侧     | 2路                                |
| 1.                     |                            |                                    |

## 临近车站
| 布雷斯地区布尔格站（Gare de Bourg-en-Bresse） |                                |                       |
| 上行车站                                      | 线路                           | 下行车站              |
| 圣阿穆尔站 29.6km ←                           | 穆沙尔－布雷斯地区布尔格铁路   | （终点）              |
| （起点）                                      | 布雷斯地区布尔格－里昂铁路     | 塞尔瓦斯-朗站 → 8.8km |
| 博里亚站 9.5km ←                              | 马孔－昂贝略铁路               | 圣马丹迪蒙站 → 14.1km |
| （起点）                                      | 布雷斯地区布尔格－贝勒加德铁路 | 塞泽里亚站 → 9.9km    |
| - 本表仅显示运营中的线路及车站                |                                |                       |